# Louis Vierne
Louis Victor Jules Vierne (Poitiers, 8 de outubro de 1870 - Paris, 2 de junho de 1937) foi um compositor, organista e professor de música francês. Foi um dos professores de Lili Boulanger.

## Biografia
Louis nasceu em Poitiers, em 1870, quase totalmente cego por conta de uma catarata congênita. Ainda criança notou-se seu talento nato para a música. Com apenas 2 anos de idade, ele ouviu uma música ao piano e ao final foi capaz de escrever as notas da canção.
Depois de terminar a escola, ingressou no Conservatório de Paris. Em 1892, ele foi assistente do organista Charles-Marie Widor, na Igreja de São Sulpício, em Paris. Acabou tornando-se o principal organista da Catedral de Notre-Dame, de 1900 até sua morte em 1937.
Sua vida não foi fácil. Sua catarata congênita o tornava quase que totalmente cego e isso refletia no tom de suas composições. Inicialmente, ele tinha ajuda de seu amigo Marcel Dupré para escrever suas músicas, mas anos mais tarde, conforme sua visão degenerou completamente, Louis precisou aprender braile. A separação e o subsequente divórcio de sua esposa, a morte de seu irmão, René e a morte de seu filho, Jacques, no fronte de batalha na Primeira Guerra Mundial.
Enquanto foi organista de Notre-Dame, o órgão da igreja estava em péssimo estado e Louis chegou a fazer uma turnê pelos Estados Unidos a fim de levantar fundos para sua renovação. Apesar do sucesso, a viagem foi bastante cansativa fisicamente. Um acidente em Paris lhe fez quebrar a perna, que quase foi amputada. Apesar de ter mantido a perna, a recuperação foi muito difícil, o que prejudicou sua performance no órgão, obrigando-o a praticar por um ano a usar o pedal do instrumento novamente.
Alguns de seus pupilos foram Augustin Barié, Edward Shippen Barnes, Lili Boulanger, Nadia Boulanger, Marcel Dupré, André Fleury, Isadore Freed, Henri Gagnebin, Gaston Litaize, Édouard Mignan, Émile Poillot, Adrien Rougier, Alexander Schreiner e Georges-Émile Tanguay.

## Morte
Louis sofreu um AVC ou um infarto enquanto fazia um recital de órgão na Catedral de Notre-Dame, na manhã de 2 de junho de 1937. Ele foi sepultado no Cemitério do Montparnasse.

## Discografia (selecionada)
Órgão
- Louis Vierne: Complete Organ Works: Pierre Cochereau & George C. Baker; Solstice; 7 CDs
- Louis Vierne: Complete Organ Works: Christine Kamp; Festivo; 8 CDs completed of 10
- Louis Vierne: Complete Organ Works: Ben van Oosten; MDG; 9 CDs
- Louis Vierne: Complete Organ Works: Wolfgang Rübsam; IFO Records, 2008); 8 CDs
- Organ Symphonies Nos. 1-6: Marc Dubugnon; Aethon Recordings;[4]
- Organ Symphonies Nos. 1-6: Martin Jean; Loft Recordings
- Organ Symphonies Nos. 1-6: David Sanger; Meridian Recordings
- Organ Symphonies Nos. 1-6: Günther Kaunzinger; Koch-Schwann
- Organ Symphonies Nos. 1-6: Jeremy Filsell; Signum Classics
- Second Symphony for Organ: Christopher Houlihan
- 24 Pièces de fantaisie: Kaunzinger; Novalis; 2 CDs
- 24 Pièces en style libre op. 31: Kaunzinger; Koch-Schwann; 2 CDs

Coro e órgão
- Louis Vierne: Complete Choral Works: Truro Cathedral Choir; Robert Sharpe & Christopher Gray; Regent Records (2008)
- Messe solennelle: Pierre Pincemaille (organ), Ensemble de cuivres de l'Opéra de Paris, 1998 - Forlane 16786 OCLC 690092154.

Outros
- Louis Vierne: Symphonie en la mineur, Poème pour piano et orchestre – François Kerdoncuff, piano; Orchestre Philharmonique de Liège; Pierre Bartholomée, conductor; Timpani (2007)
- Louis Vierne: La Musique de chambre intégrale (The Complete Chamber Music) – François Kerdoncuff, piano; Olivier Gardon, piano; Alexis Galpérine, violin; Odile Carracilly, viola; Yvan Chiffoleau, cello; Christian Moreaux, oboe; Pascale Zanlonghi, harp; Quartour Phillips; 2 CDs; Timpani (2005)
- Louis Vierne: Piano Quintet op. 42: Stephen Coombs, piano; Chilingirian Quartet; Hyperion
- Louis Vierne: Piano Quintet op. 42: Tamara Atschba, Louise Chisson, Matthias Adensamer, Alexander Znamensky, Christophe Pantillon; Gramola (2014)
- Louis Vierne: Preludes for piano op. 38: Tamara Atschba; Gramola (2014)
- Louis Vierne: L'œuvre pour piano (Works for piano) – Olivier Gardon; 2 CDs; Timpani (1995)
- Louis Vierne: Mélodies – Mireille Delunsch, soprano; François Kerdoncuff; Christine Icart, harp; Timpani (1997)
- Louis Vierne: Mélodies (volume I) – Delunsch; Kerdoncuff; Timpani (2005)
- Louis Vierne: Songs: Rachel Santesso, soprano; Roger Vignoles, piano; Andrew Reid, organ; Hugh Webb, harp; Deux-Elles